# Золота дзиґа (8-ма церемонія вручення)
8-ма церемонія вручення нагород національної кінопремії «Золота дзиґа» Української кіноакадемії за професійні досягнення у розвитку українського кіно за 2023 рік.

## Список лауреатів та номінантів
★Переможців виділено окремим кольором.

### Основні категорії
| Найкращий фільм                                                | | ★ «20 днів у Маріуполі» (продюсери Мстислав Чернов, Мішель Мізнер, Рейні Аронсон, Дерл МакКрудден, Ліндсі Шнайдер, Василиса Степаненко, режисер Мстислав Чернов) | ★ «20 днів у Маріуполі» (продюсери Мстислав Чернов, Мішель Мізнер, Рейні Аронсон, Дерл МакКрудден, Ліндсі Шнайдер, Василиса Степаненко, режисер Мстислав Чернов) | ★ «20 днів у Маріуполі» (продюсери Мстислав Чернов, Мішель Мізнер, Рейні Аронсон, Дерл МакКрудден, Ліндсі Шнайдер, Василиса Степаненко, режисер Мстислав Чернов) | ★ «20 днів у Маріуполі» (продюсери Мстислав Чернов, Мішель Мізнер, Рейні Аронсон, Дерл МакКрудден, Ліндсі Шнайдер, Василиса Степаненко, режисер Мстислав Чернов) | ★ «20 днів у Маріуполі» (продюсери Мстислав Чернов, Мішель Мізнер, Рейні Аронсон, Дерл МакКрудден, Ліндсі Шнайдер, Василиса Степаненко, режисер Мстислав Чернов) |
| Найкращий фільм                                                | • «Довбуш» (продюсери Максим Асадчий, Данило Білак, режисер Олесь Санін)                                                                      | | | | | |
| Найкращий фільм                                                | • «Ля Палісіада» (продюсери Валерія Сочивець, Сашко Чубко, Галина Криворчук, режисер Філіп Сотниченко)                                        | | | | | |
| Найкращий фільм                                                | • «Уроки толерантності» (продюсер Сергій Лавренюк, режисер Аркадій Непиталюк)                                                                 | | | | | |
| Найкращий фільм                                                | • «Як там Катя?» (продюсери Ольга Матат, Влад Дудко, Сергій Коннов, режисерка Крістіна Тинькевич)                                             | | | | | |
| Найкращий режисер (премія імені Юрія Іллєнка)                  | | ★ Філіп Сотниченко - «Ля Палісіада» | ★ Філіп Сотниченко - «Ля Палісіада» | ★ Філіп Сотниченко - «Ля Палісіада» | | |
| Найкращий режисер (премія імені Юрія Іллєнка)                  | • Олесь Санін - «Довбуш» | | | | | |
| Найкращий режисер (премія імені Юрія Іллєнка)                  | • Мстислав Чернов - «20 днів у Маріуполі» | | | | | |
| Найкращий сценарій                                             | | ★ Філіп Сотниченко - «Ля Палісіада» | ★ Філіп Сотниченко - «Ля Палісіада» | ★ Філіп Сотниченко - «Ля Палісіада» | ★ Філіп Сотниченко - «Ля Палісіада» | |
| Найкращий сценарій                                             | • Аркадій Непиталюк, Людмила Тимошенко - «Уроки толерантності»                                                                                | | | | | |
| Найкращий сценарій                                             | • Марися Нікітюк - «Я, Ніна» | | | | | |
| Найкращий сценарій                                             | • Олесь Санін - «Довбуш» | | | | | |
| Найкраща чоловіча роль                                         | | ★ Новруз Пашаєв - «Ля Палісіада» за роль Ільгара | ★ Новруз Пашаєв - «Ля Палісіада» за роль Ільгара | ★ Новруз Пашаєв - «Ля Палісіада» за роль Ільгара | | |
| Найкраща чоловіча роль                                         | • Сергій Стрельников - «Довбуш» за роль Олекси Довбуша                                                                                        | | | | | |
| Найкраща чоловіча роль                                         | • Олександр Ярема - «Уроки толерантності» | | | | | |
| Найкраща жіноча роль                                           | | ★ Анастасія Карпенко - «Як там Катя?» за роль Анни | ★ Анастасія Карпенко - «Як там Катя?» за роль Анни | ★ Анастасія Карпенко - «Як там Катя?» за роль Анни | | |
| Найкраща жіноча роль                                           | • Олена Узлюк - «Уроки толерантності» | | | | | |
| Найкраща жіноча роль                                           | • Ксенія Хижняк - «Я, Ніна» за роль Ніни Сокіл                                                                                                | | | | | |
| Найкраща чоловіча роль другого плану                           | | ★ Олексій Гнатковський - «Довбуш» за роль Івана Довбуша | ★ Олексій Гнатковський - «Довбуш» за роль Івана Довбуша | ★ Олексій Гнатковський - «Довбуш» за роль Івана Довбуша | ★ Олексій Гнатковський - «Довбуш» за роль Івана Довбуша | ★ Олексій Гнатковський - «Довбуш» за роль Івана Довбуша |
| Найкраща чоловіча роль другого плану                           | • Богдан Бенюк - «Батько» | | | | | |
| Найкраща чоловіча роль другого плану                           | • Акмал Гурєзов - «Уроки толерантності» | | | | | |
| Найкраща чоловіча роль другого плану                           | • Олександр Пархоменко - «Ля Палісіада» | | | | | |
| Найкраща чоловіча роль другого плану                           | • Олександр Піскунов - «Уроки толерантності»                                                                                                  | | | | | |
| Найкраща жіноча роль другого плану                             | | ★ Олена Мамчур - «Ля Палісіада» | ★ Олена Мамчур - «Ля Палісіада» | ★ Олена Мамчур - «Ля Палісіада» | ★ Олена Мамчур - «Ля Палісіада» | |
| Найкраща жіноча роль другого плану                             | • Ксенія Баша - «Батько» | | | | | |
| Найкраща жіноча роль другого плану                             | • Тетяна Круліковська - «Як там Катя?» за роль Інги                                                                                           | | | | | |
| Найкраща жіноча роль другого плану                             | • Кароліна Мруга - «Уроки толерантності» | | | | | |
| Найкращий оператор-постановник                                 | | ★ Володимир Іванов - «ШТТЛ» | ★ Володимир Іванов - «ШТТЛ» | ★ Володимир Іванов - «ШТТЛ» | ★ Володимир Іванов - «ШТТЛ» | |
| Найкращий оператор-постановник                                 | • Сергій Михальчук - «Довбуш» | | | | | |
| Найкращий оператор-постановник                                 | • Сергій Михальчук - «Я, Ніна» | | | | | |
| Найкращий оператор-постановник                                 | • Володимир Усик - «Ля Палісіада» | | | | | |
| Найкращий художник-постановник                                 | | ★ Юрій Григорович, Олександра Дробот - «Довбуш» | ★ Юрій Григорович, Олександра Дробот - «Довбуш» | ★ Юрій Григорович, Олександра Дробот - «Довбуш» | | |
| Найкращий художник-постановник                                 | • Маргарита Кулик - «Ля Палісіада» | | | | | |
| Найкращий художник-постановник                                 | • Іван Левченко - «ШТТЛ» | | | | | |
| Найкраща музика                                                | | ★ Алла Загайкевич, Олександр Чорний - «Довбуш» | ★ Алла Загайкевич, Олександр Чорний - «Довбуш» | ★ Алла Загайкевич, Олександр Чорний - «Довбуш» | ★ Алла Загайкевич, Олександр Чорний - «Довбуш» | |
| Найкраща музика                                                | • Антон Байбаков - «Залізні метелики» | | | | | |
| Найкраща музика                                                | • Антон Байбаков - «Я, Ніна» | | | | | |
| Найкраща музика                                                | • Роман Григорів, Ілля Разумейко - «Мій карпатський дідусь»                                                                                   | | | | | |
| Найкраща пісня                                                 | ★ «Черепаха Аха» - авторка музики та слів Ганна Чубач («Ля Палісіада»)                                                                        | ★ «Черепаха Аха» - авторка музики та слів Ганна Чубач («Ля Палісіада»)                                                                                           | ★ «Черепаха Аха» - авторка музики та слів Ганна Чубач («Ля Палісіада»)                                                                                           | | | |
| Найкраща пісня                                                 | • «Колеса» - музика Володимира Руденко на слова Василя Стуса «Колеса глухо стукотять», «Мені здається, що живу не я» («Маріуполь. Сто ночей») | | | | | |
| Найкраща пісня                                                 | • «Сьомий день» - музика гурту «Друга Ріка», слова Валерія Харчишина («Я, Ніна»)                                                              | | | | | |
| Найкращий ігровий серіал                                       | | ★ «Перевізниця» (продюсери Євген Тунік, Анастасія Батаєва-Докаленко, Людмила Семчук, Катерина Шевелюк, режисер Євген Тунік)                                      | ★ «Перевізниця» (продюсери Євген Тунік, Анастасія Батаєва-Докаленко, Людмила Семчук, Катерина Шевелюк, режисер Євген Тунік)                                      | ★ «Перевізниця» (продюсери Євген Тунік, Анастасія Батаєва-Докаленко, Людмила Семчук, Катерина Шевелюк, режисер Євген Тунік)                                      | | |
| Найкращий ігровий серіал                                       | • «Моє кіно» (продюсер Кирило Бін, режисер Сергій Сторожев)                                                                                   | | | | | |
| Найкращий ігровий серіал                                       | • «Українські палаци. Золота доба-2» (продюсери Акім Галімов, Руслан Шаріпов, Станіслав Зурахов, режисерка Дарія Саричева)                    | | | | | |
| Найкращий документальний фільм                                 | | ★ «20 днів у Маріуполі» (продюсери Мстислав Чернов, Мішель Мізнер, Рейні Аронсон, Дерл МакКрудден, Ліндсі Шнайдер, Василиса Степаненко, режисер Мстислав Чернов) | ★ «20 днів у Маріуполі» (продюсери Мстислав Чернов, Мішель Мізнер, Рейні Аронсон, Дерл МакКрудден, Ліндсі Шнайдер, Василиса Степаненко, режисер Мстислав Чернов) | ★ «20 днів у Маріуполі» (продюсери Мстислав Чернов, Мішель Мізнер, Рейні Аронсон, Дерл МакКрудден, Ліндсі Шнайдер, Василиса Степаненко, режисер Мстислав Чернов) | ★ «20 днів у Маріуполі» (продюсери Мстислав Чернов, Мішель Мізнер, Рейні Аронсон, Дерл МакКрудден, Ліндсі Шнайдер, Василиса Степаненко, режисер Мстислав Чернов) | |
| Найкращий документальний фільм                                 | • «Залізні метелики» (продюсер Андрій Котляр, режисер Роман Любий)                                                                            | | | | | |
| Найкращий документальний фільм                                 | • «Іван і Марта» (продюсерка Оксана Іванюк, режисер Сергій Буковський)                                                                        | | | | | |
| Найкращий документальний фільм                                 | • «Нескінченність за Флоріаном» (продюсерка Люба Кнорозок, режисер Олексій Радинський)                                                        | | | | | |
| Найкращий короткометражний ігровий фільм (ім. Ю. А. Мінзянова) | | ★ «Жива» (продюсери Валентин Васянович, Володимир Яценко, Анна Яценко, режисер Владлен Одуденко)                                                                 | ★ «Жива» (продюсери Валентин Васянович, Володимир Яценко, Анна Яценко, режисер Владлен Одуденко)                                                                 | ★ «Жива» (продюсери Валентин Васянович, Володимир Яценко, Анна Яценко, режисер Владлен Одуденко)                                                                 | | |
| Найкращий короткометражний ігровий фільм (ім. Ю. А. Мінзянова) | • «Велика маленька війна» (продюсери Оксана Іванюк, Мирослав Латик, режисер Мирослав Латик)                                                   | | | | | |
| Найкращий короткометражний ігровий фільм (ім. Ю. А. Мінзянова) | • «Як це було» (продюсер Піотр Стечек (не номінується), режисери Анастасія Солоневич, Дамʼян Коцур (не номінується))                          | | | | | |
| Найкращий короткометражний анімаційний фільм                   | | ★ «Маріуполь. Сто ночей» (продюсер Андрій Палатний, режисерка Софія Мельник)                                                                                     | ★ «Маріуполь. Сто ночей» (продюсер Андрій Палатний, режисерка Софія Мельник)                                                                                     | ★ «Маріуполь. Сто ночей» (продюсер Андрій Палатний, режисерка Софія Мельник)                                                                                     | ★ «Маріуполь. Сто ночей» (продюсер Андрій Палатний, режисерка Софія Мельник)                                                                                     | |
| Найкращий короткометражний анімаційний фільм                   | • «Зупинка» (продюсерка Олена Касавіна, режисерка Катерина Омельяненко)                                                                       | | | | | |
| Найкращий короткометражний анімаційний фільм                   | • «Мокош» (продюсери Анна Дудко, Олександр Шатківський, режисерка Анна Дудко)                                                                 | | | | | |
| Найкращий короткометражний анімаційний фільм                   | • «Орка» (продюсер Дмитро Белінський, режисер Микита Ратніков)                                                                                | | | | | |
| Найкращий дизайн костюмів                                      | | ★ Гала Отенко, Марія Керо - «Довбуш» | ★ Гала Отенко, Марія Керо - «Довбуш» | ★ Гала Отенко, Марія Керо - «Довбуш» | | |
| Найкращий дизайн костюмів                                      | • Марія Керо - «Уроки толерантності» | | | | | |
| Найкращий дизайн костюмів                                      | • Володимир Кузнецов - «Ля Палісіада» | | | | | |
| Найкращий грим                                                 | | ★ Ірина Солодовська - «Довбуш» | ★ Ірина Солодовська - «Довбуш» | ★ Ірина Солодовська - «Довбуш» | | |
| Найкращий грим                                                 | • Ольга Ахтарнія - «Я, Ніна» | | | | | |
| Найкращий грим                                                 | • Ася Сутягіна - «Ля Палісіада» | | | | | |
| Найкращий звук                                                 | | ★ Сергій Авдєєв - «Ля Палісіада» | ★ Сергій Авдєєв - «Ля Палісіада» | ★ Сергій Авдєєв - «Ля Палісіада» | ★ Сергій Авдєєв - «Ля Палісіада» | |
| Найкращий звук                                                 | • Роман Гоменюк, Євген Петрус - «Довбуш» | | | | | |
| Найкращий звук                                                 | • Андрій Рогачов - «Залізні метелики» | | | | | |
| Найкращий звук                                                 | • Сергій Степанський - «Як там Катя?» | | | | | |
| Найкращий монтаж                                               | | ★ Філіп Сотниченко - «Ля Палісіада» | ★ Філіп Сотниченко - «Ля Палісіада» | ★ Філіп Сотниченко - «Ля Палісіада» | | |
| Найкращий монтаж                                               | • Роман Любий, Міла Жлуктенко - «Залізні метелики»                                                                                            | | | | | |
| Найкращий монтаж                                               | • Тетяна Ходаківська - «Довбуш» | | | | | |
| Найкращі візуальні ефекти                                      | | ★ Олексій Кудима - «Ля Палісіада» | ★ Олексій Кудима - «Ля Палісіада» | ★ Олексій Кудима - «Ля Палісіада» | | |
| Найкращі візуальні ефекти                                      | • Олексій Москаленко - «Я, Ніна» | | | | | |
| Найкращі візуальні ефекти                                      | • Олександр Суворов - «Довбуш» | | | | | |

### Спеціальні нагороди
| Нагорода                                               | Лауреати | Лауреати         |
| ------------------------------------------------------ | -------- | ---------------- |
| Премія за внесок у розвиток українського кінематографа |          | ★ Сергій Тримбач |